# Saigon (bière)
Pour les articles homonymes, voir Saigon (homonymie).
 (mai 2021).
Si vous disposez d'ouvrages ou d'articles de référence ou si vous connaissez des sites web de qualité traitant du thème abordé ici, merci de compléter l'article en donnant les références utiles à sa vérifiabilité et en les liant à la section « Notes et références ».
Saigon est une marque de bière vietnamienne produite par Sabeco Brewery

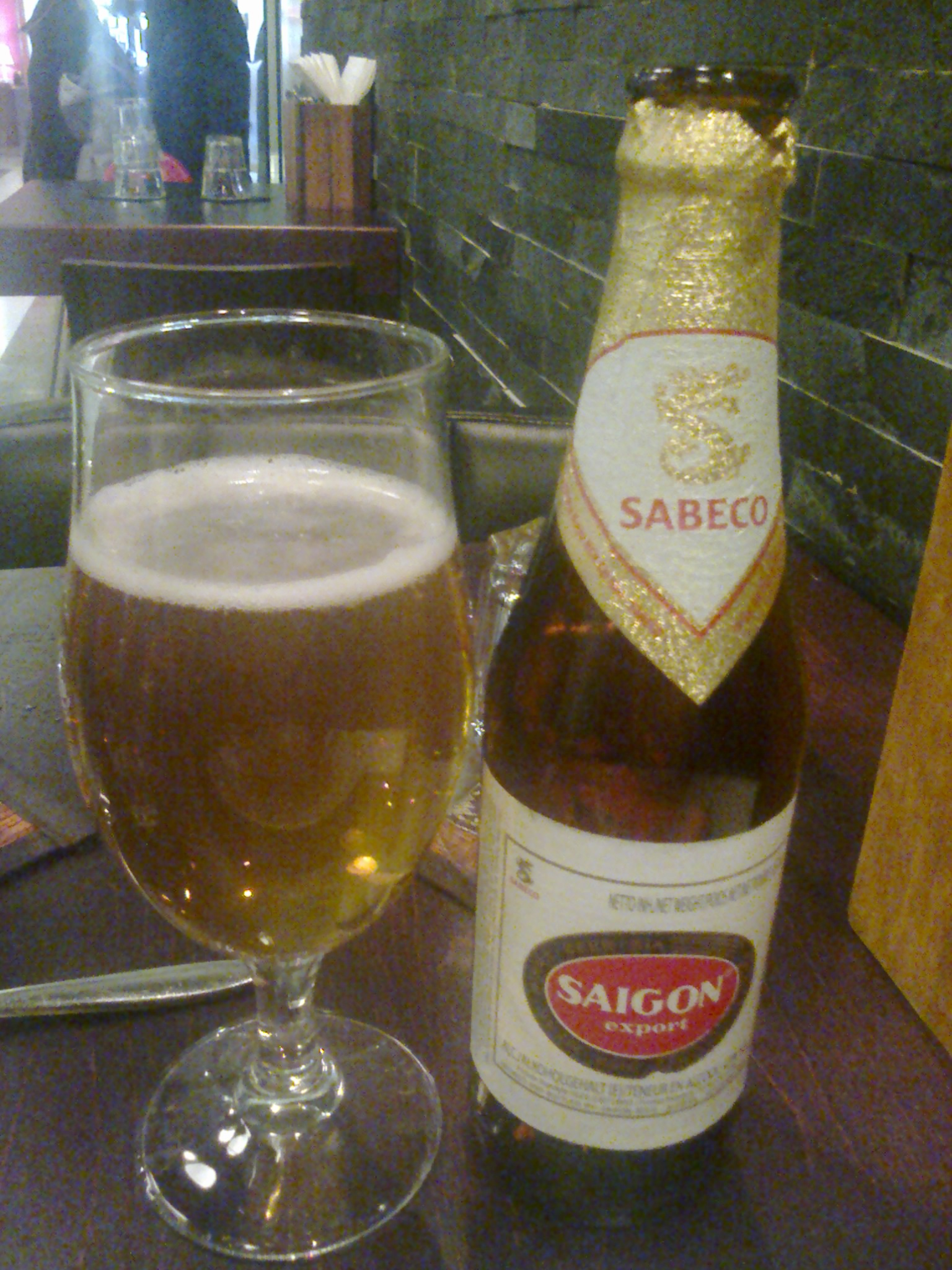
Bière Saigon export, telle que vue à Helsinki, Finlande.

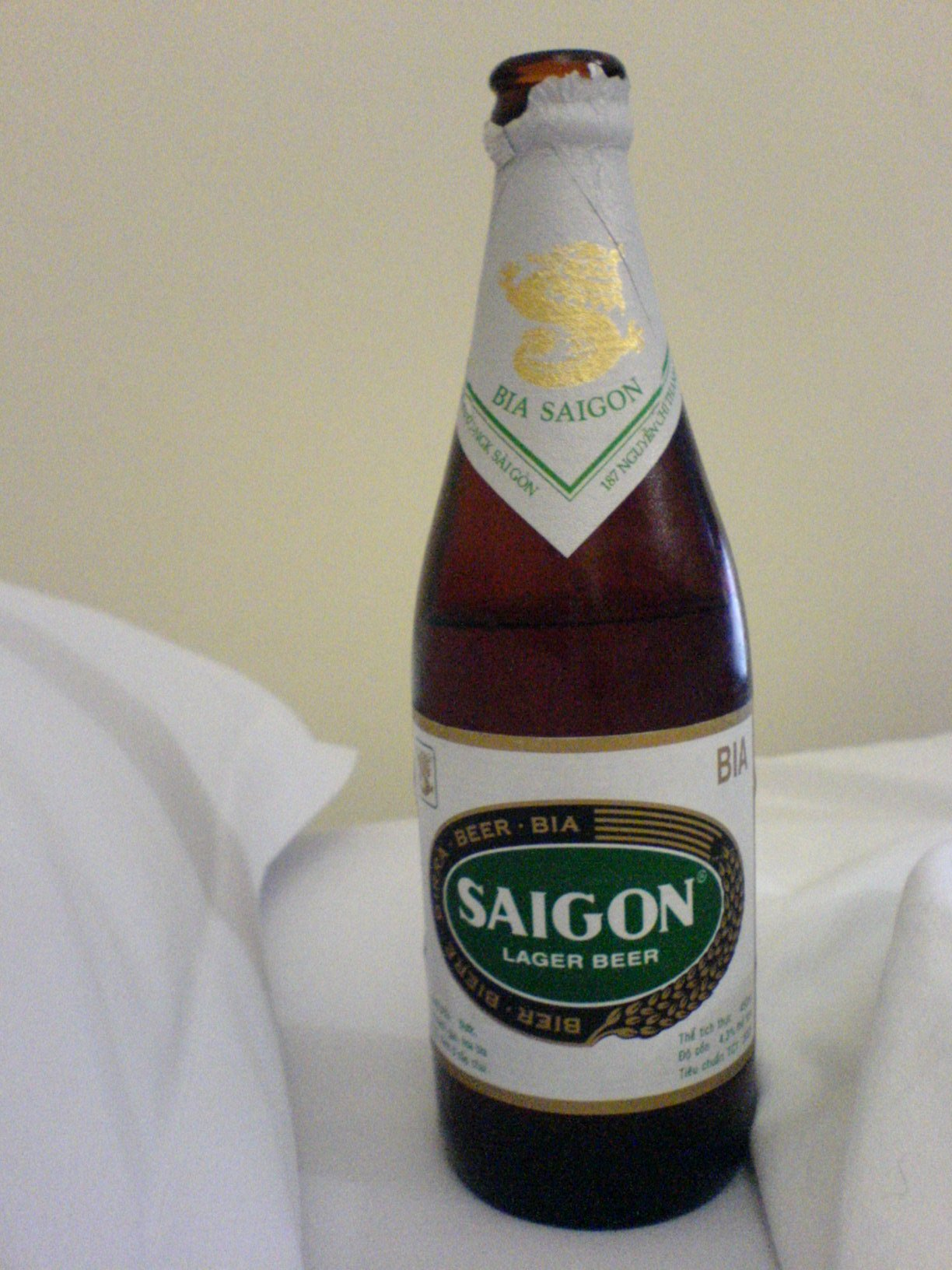
Saigon beer, une marque de Sabeco

Cette bière blonde pâle est faite à partir de malt et de riz, ce qui lui donne des arômes céréaliers. Elle titre à 4,9°.